# Констал 102На
Констал 102На је дводелни трамвај, који се производио од 1970. до 1974. године у фабрици Констал. Трамвај је одвојен од типа Констал 102Н. Произведено је 435 трамваја за пољске јавне превознике. Каснија производња се одвијала у четирије серије (102На, 102НаВ, 102Нд, 803Н). За трамвај је могуће уградити постоља за 1435 мм (тип 102На, 102Нд), али и колосек ширине 1000 мм (тип 102НаВ и 803Н).

## Конструкција
Констал 102На је једносмерни шестероосовински зглобни трамвај. По механизму је трамвај сличан типу Констал 102Н. Трамваји имају заобљена чела (поједине модернизације укључују нова чела). Под је висок 940 мм над колосеком. Столице од ламината су распоређене системом 1+1. У сваком делу се налазе двоја четверокрилни врата контролисана од стране возача.

## Типови, реконструкције и модернизације
- 102На (Ченстохова, Гдањск, горњошлеска конурбација, Краков, Познањ, Шчећин, Вроцлав)
- 102Нд (Вроцлав)
- 102НаВ (Лођ; 20 трамваја[3])
- 803Н (Бидгошч, Лођ, Торуњ; 171 трамваја[3])
- 102НаД (модернизација трамваја у Кракову; приколица)
- 102На Г-089 (модернизација трамваја у Вроцлаву; двосмерни моторни трамвај)

## Галерија
- Трамвај 102На у Шчећину
- Историјски трамвај 102На у Кракову
- Историјски трамвај 102На у Познању
- Трамвај 102На (Хожув)
- Модернизовани трамвај 102На Г-089 (Вроцлав)
- Модернизовани трамвај 803Н (Лођ)